# Misso (Estônia)
Misso (Estônia) (em estoniano:  Misso (Estônia) vald) é um município rural estoniano localizado na região de Võrumaa.